# Lutas nos Jogos Pan-Americanos de 2019 - Livre até 57 kg masculino
A categoria até 57 kg masculino foi um dos eventos da luta livre nos Jogos Pan-Americanos de 2019. Foi disputada em 9 de agosto, no Coliseu Miguel Grau.

## Calendário
Horário local (UTC-5).
| Data        | Horário | Fase                |
| ----------- | ------- | ------------------- |
| 9 de agosto | 10:41   | Quartas de final    |
| 9 de agosto | 11:37   | Semifinal           |
| 9 de agosto | 17:57   | Disputa pelo bronze |
| 9 de agosto | 18:07   | Final               |

## Medalhistas
| Ouro   | USA Daton Fix                          |
| Prata  | DOM Juan Rubelín Ramírez               |
| Bronze | CUB Reineri Andreu CAN Darthe Capellan |

## Resultados

### Chave
|  | Quartas-de-final           | Quartas-de-final           | Quartas-de-final |  |  | Semifinais                 | Semifinais                 | Semifinais                 |   |                 | Final           | Final | Final |
|  |                            |                            |                  |  |  |                            |                            |                            |   |                 |                 |       |       |
|  | Daniel Nascimento (BRA)    | Daniel Nascimento (BRA)    | 0                |  |  |                            |                            |                            |   |                 |                 |       |       |
|  | Daton Fix (USA)            | Daton Fix (USA)            | 10               |  |  | Daton Fix (USA)            | Daton Fix (USA)            | 4                          |   |                 |                 |       |       |
|  | Pedro Mejías (VEN)         | Pedro Mejías (VEN)         | 0                |  |  | Reineri Andreu (CUB)       | Reineri Andreu (CUB)       | 1                          |   |                 |                 |       |       |
|  | Reineri Andreu (CUB)       | Reineri Andreu (CUB)       | 4                |  |  |                            |                            |                            |   | Daton Fix (USA) | Daton Fix (USA) | 11    |       |
|  | Juan Rubelín Ramírez (DOM) | Juan Rubelín Ramírez (DOM) | 10               |  |  |                            | Juan Rubelín Ramírez (DOM) | Juan Rubelín Ramírez (DOM) | 0 |                 |                 |       |       |
|  | Darthe Capellan (CAN)      | Darthe Capellan (CAN)      | 0                |  |  | Juan Rubelín Ramírez (DOM) | Juan Rubelín Ramírez (DOM) | 9                          |   |                 |                 |       |       |
|  | Fidel Ramos (PER)          | Fidel Ramos (PER)          | 0                |  |  | Óscar Tigreros (COL)       | Óscar Tigreros (COL)       | 4                          |   |                 |                 |       |       |
|  | Óscar Tigreros (COL)       | Óscar Tigreros (COL)       | 10               |  |  |                            |                            |                            |   |                 |                 |       |       |
|  |                            |                            |                  |  |  |                            |                            |                            |   |                 |                 |       |       |
|  |                            |                            |                  |  |  |                            |                            |                            |   |                 |                 |       |       |

### Repescagem
|  | Primeira rodada       | Primeira rodada    | Primeira rodada |  |  | Disputa pelo bronze     | Disputa pelo bronze     | Disputa pelo bronze |
|  |                       |                    |                 |  |  |                         |                         |                     |
|  | BRA Daniel Nascimento |                    |                 |  |  |                         |                         |                     |
|  | bye                   | bye                |                 |  |  | Daniel Nascimento (BRA) | Daniel Nascimento (BRA) | 0                   |
|  | CUB Reineri Andreu    | CUB Reineri Andreu |                 |  |  | Reineri Andreu (CUB)    | Reineri Andreu (CUB)    | 10                  |
|  | bye                   |                    |                 |  |  |                         |                         |                     |
|  |                       |                    |                 |  |  |                         |                         |                     |
|  |                       |                    |                 |  |  |                         |                         |                     |
|  |                       |                    |                 |  |  |                         |                         |                     |

|  | Primeira rodada       | Primeira rodada      | Primeira rodada |  |  | Disputa pelo bronze   | Disputa pelo bronze   | Disputa pelo bronze |
|  |                       |                      |                 |  |  |                       |                       |                     |
|  | Darthe Capellan (CAN) |                      |                 |  |  |                       |                       |                     |
|  | bye                   | bye                  |                 |  |  | Darthe Capellan (CAN) | Darthe Capellan (CAN) | 8                   |
|  | Óscar Tigreros (COL)  | Óscar Tigreros (COL) |                 |  |  | Óscar Tigreros (COL)  | Óscar Tigreros (COL)  | 7                   |
|  | bye                   |                      |                 |  |  |                       |                       |                     |
|  |                       |                      |                 |  |  |                       |                       |                     |
|  |                       |                      |                 |  |  |                       |                       |                     |
|  |                       |                      |                 |  |  |                       |                       |                     |